# 上ノ橋 (岩手県)

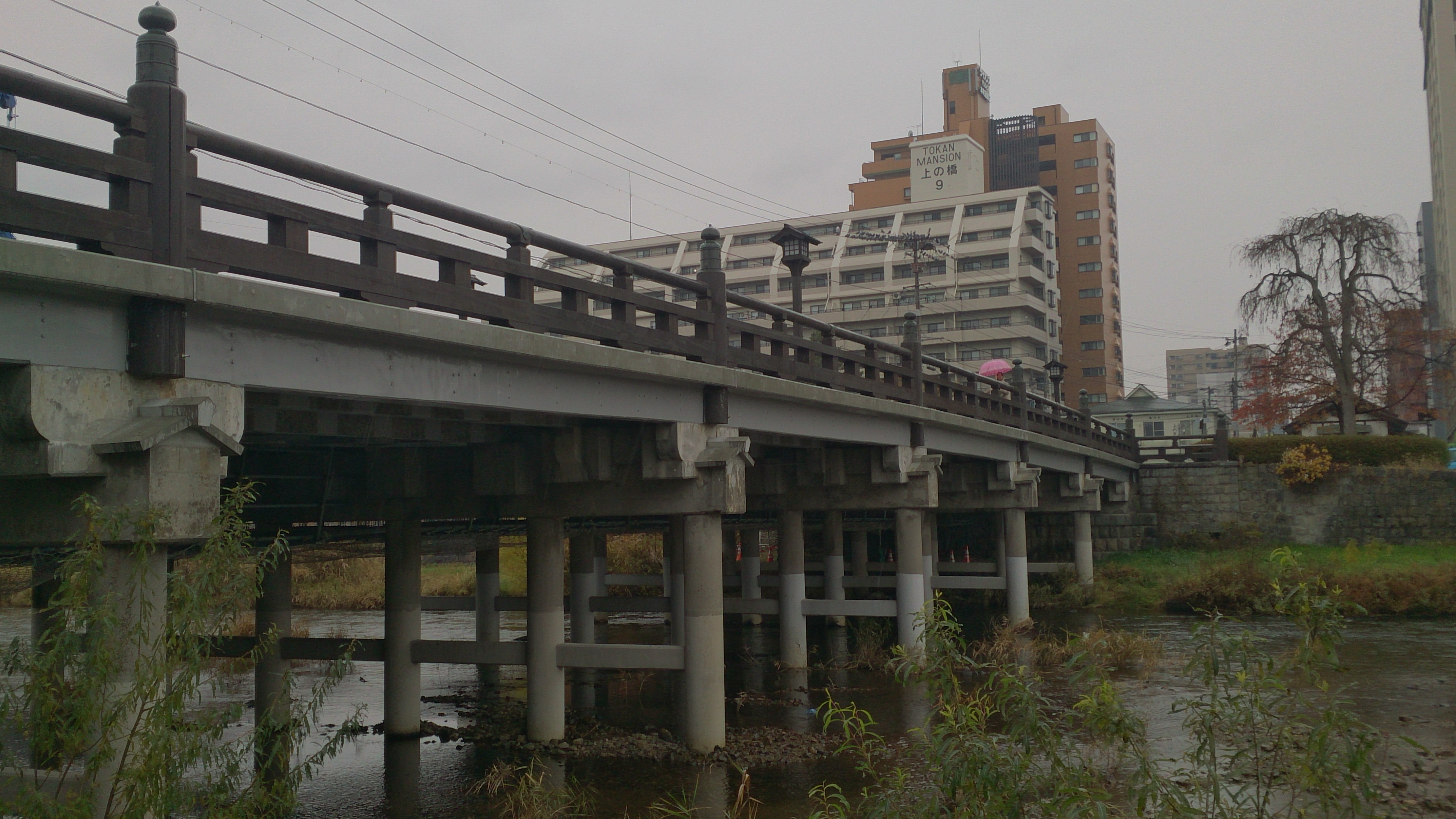
上の橋

上の橋は、岩手県盛岡市にある長さ57メートル幅12メートルの橋である。

## 概要
上の橋は南部氏によって架設された木造土橋であり、奥州道中（現代における国道）の延長であるところの松前街道に係る重要な橋である。
青森の三戸に本拠を置いていた南部氏が、当時不来方と呼ばれていた現在の盛岡本拠地を移すことになり、2年後には藩主、南部信直が居を移した。盛岡は、北上川、雫石川、中津川が合流する、川に囲まれた要害の地であるが、それ故に町づくりにはそれらの川への架橋が必須であった。盛岡城下の整備に一応の見通しが立った、慶長14年から中津川の架橋が始まり、同年上の橋が架けられた。上の橋には創建時に擬宝珠がつけられ、今日まで大切に受け継がれている。上の橋の普請を担当したのは、大奉行の七戸隼人正直時、普請奉行の野田弥右衛門、弓鉄砲同心頭の目時左馬助らで、そして大工として美松長門らの名が伝えられている。これまで盛岡は度重なる洪水に見舞われ橋も幾度となく流失し、その度に架け替えられ、現在の上の橋は昭和10年に架けられたものであり、高欄は同47年に取り替えられたものである。

## 歴史
青森県の三戸に本拠を置いていた南部氏が現在の盛岡に本拠を移すことになったが、盛岡の地は、北上川に雫石川と中津川が合流し、川に囲まれた要害の地であり、町づくりにはそれらの川への架け橋が必須の条件であった。盛岡城下の整備に一応のメドがついた慶長14年から中津川への架け橋が始められ、上の橋が架けられた。
上の橋の普請を担当したのは、大奉行の七戸隼人正直時(三千石)、普請奉行の野田弥右衛門(二百石)、弓鉄砲同心頭の目時左馬助(三百石)らで、そして大工として美松長門らの名前が伝えられている。
これまで盛岡は度重なる洪水による被害を被ってきた。江戸時代、盛岡は平均して6年に1回大洪水に見舞われ、上の橋もしばしば流失した。天保3年（1646）には橋が流され、慶安2年（1649）には損傷を受けた。寛文2年（1662）にも流失、溺死者は数百人にのぼった。寛文10年（1670）の洪水でも流失し、寛文年中の洪水では擬宝珠も流された。明治に入っても幾度となく洪水に見舞われ、明治6年、8年、そして43年の洪水によって流失した。
現在の橋は昭和10年に架けられ、高欄には檜材が使われた。そして昭和47年に取り替えられたときには県内産のヒバ材が使われ、維持管理上から濃いセピア色のペンキが塗られた。しかし、景観上そぐわないとして市民からの苦情が相次いだため、塗ったばかりのペンキを剥がし、透明な塗料に変えて木肌が見えるようにしたという。

## 擬宝珠
上の橋には創設時に擬宝珠がつけられ、これらが今日まで大切に受け継がれている。上の橋の擬宝珠は、南部氏の居城のあった三戸城下の熊原川黄金橋の擬宝珠を鋳直したものとされ、元の擬宝珠は京都・鴨川の橋の擬宝珠を移したものという言い伝えがある。現在の上の橋の高欄部には18基の擬宝珠がつけられているが、そのうちの8基には「慶長十四己酉十月吉日中津川上之橋 源朝臣利直」という銘が入れられており、他の10基には「慶長十六辛亥年八月吉日 中津川中之橋 源朝臣利直」の紀年銘がある。
洪水などによって失われた擬宝珠はそのつど補充されたが、紀年銘は当初の通りにされたため、どの擬宝珠がいつ鋳造されたものかわかりにくい。昭和45年に行われた詳しい調査の結果、現在の上の橋の擬宝珠のうち慶長14年当初のものは5基のみで、慶長16年当初のものは9基残されているとされ、他のものは寛文10年の洪水以降に補充されたもの、享保9年の洪水以降に鋳造されたものと推定されている。